# Schloss Hohenaltheim

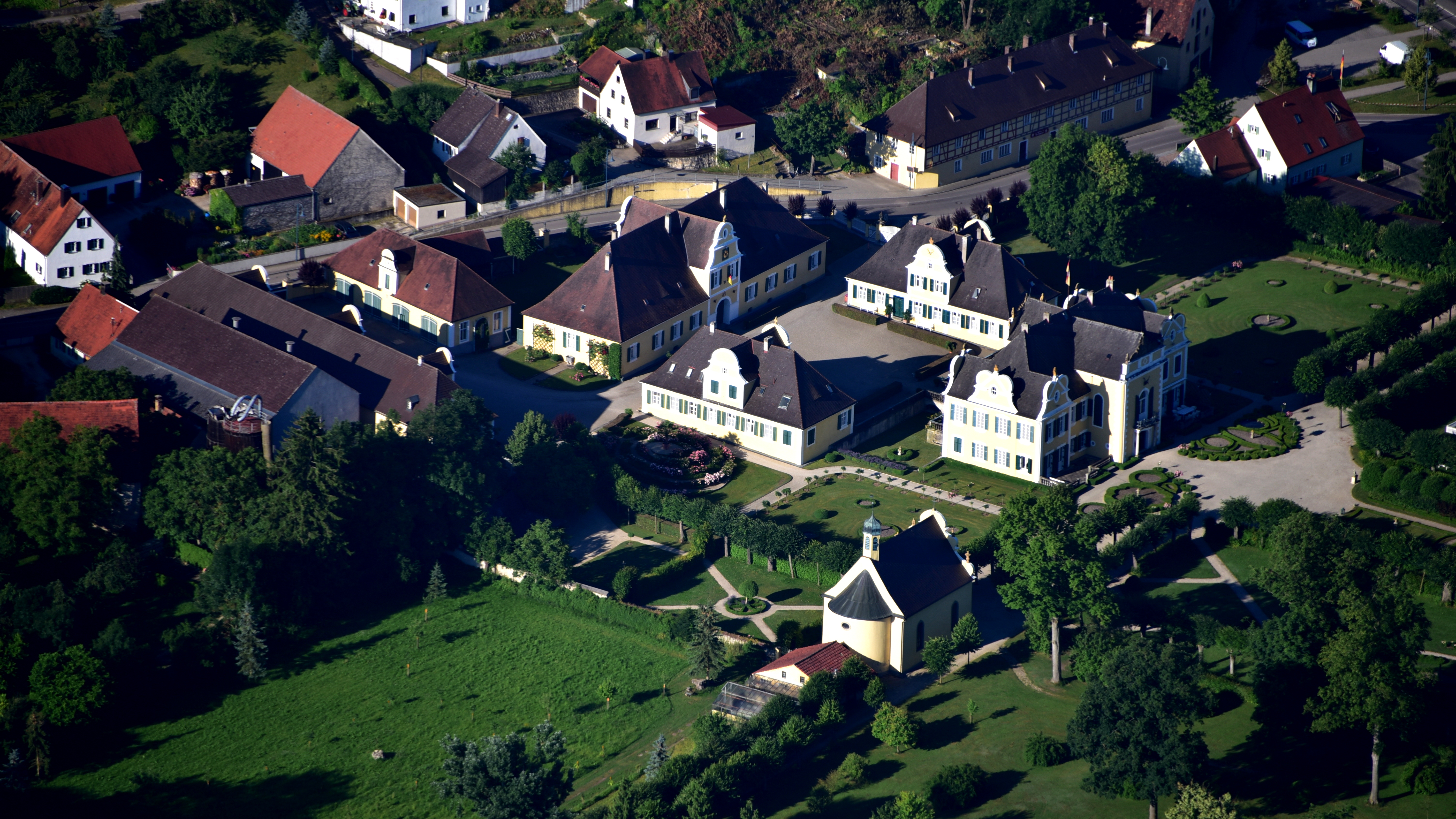
Schloss Hohenaltheim, Luftaufnahme (2016)

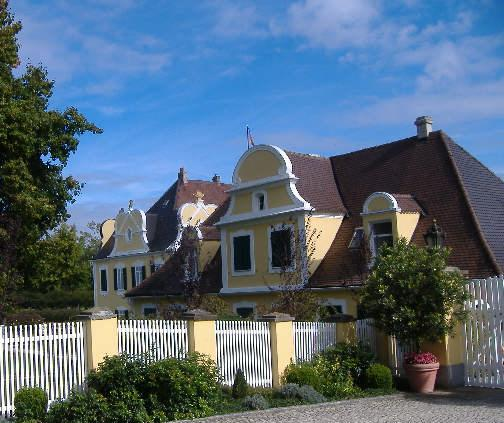
Zufahrt zum Schloss Hohenaltheim

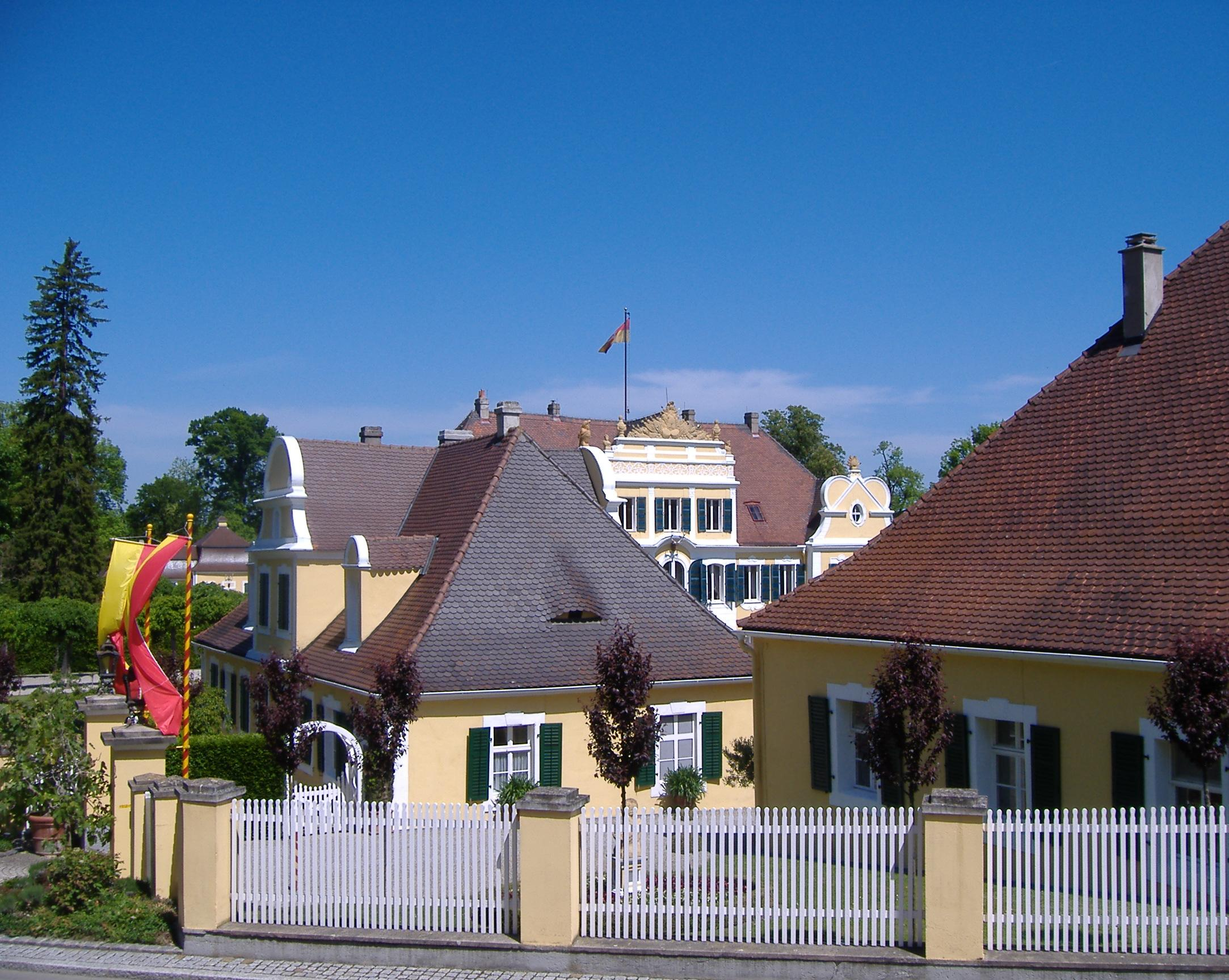
Blick über Schloss Hohenaltheim mit Hauptbau im Hintergrund

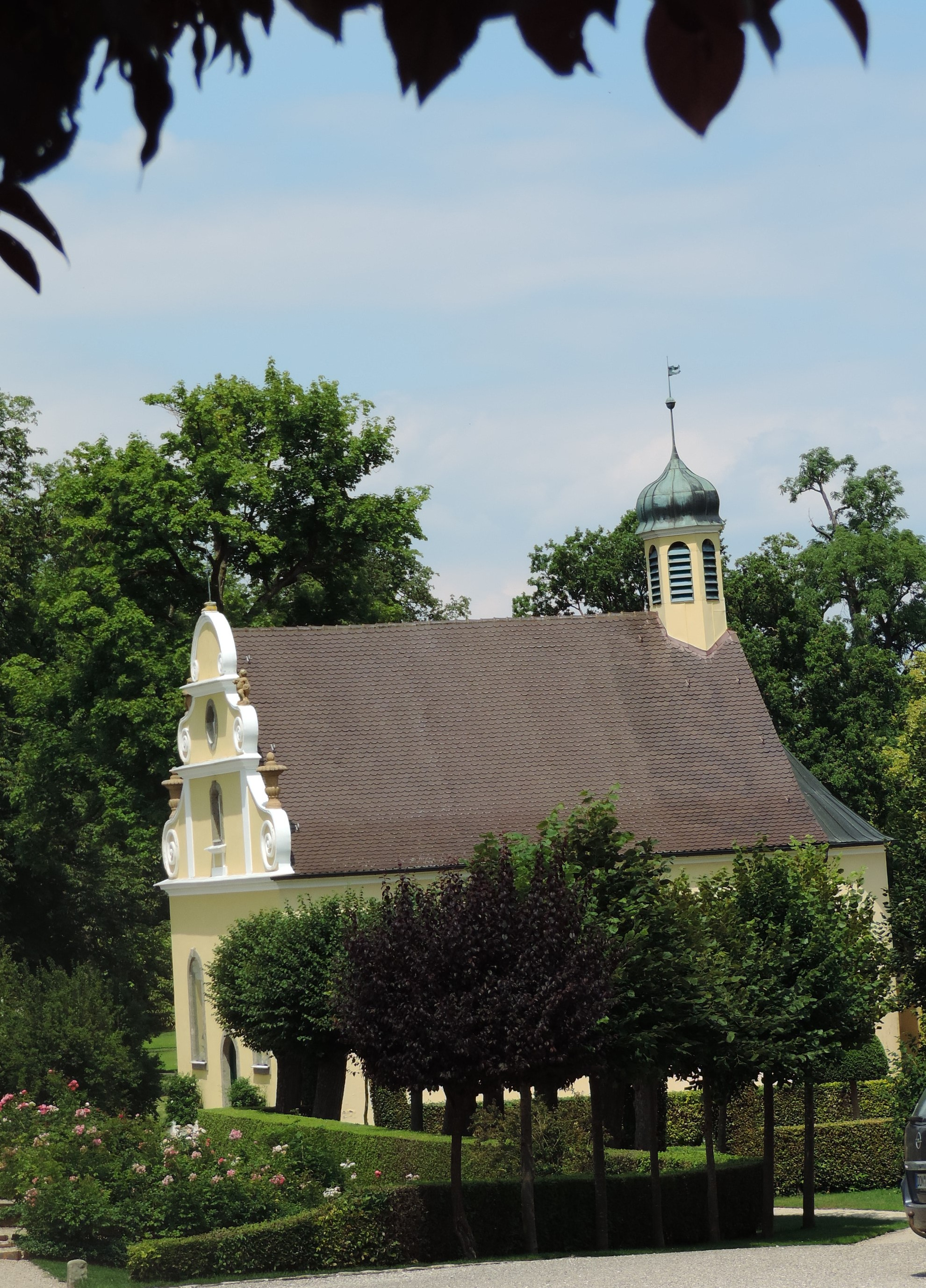
Schlosskapelle

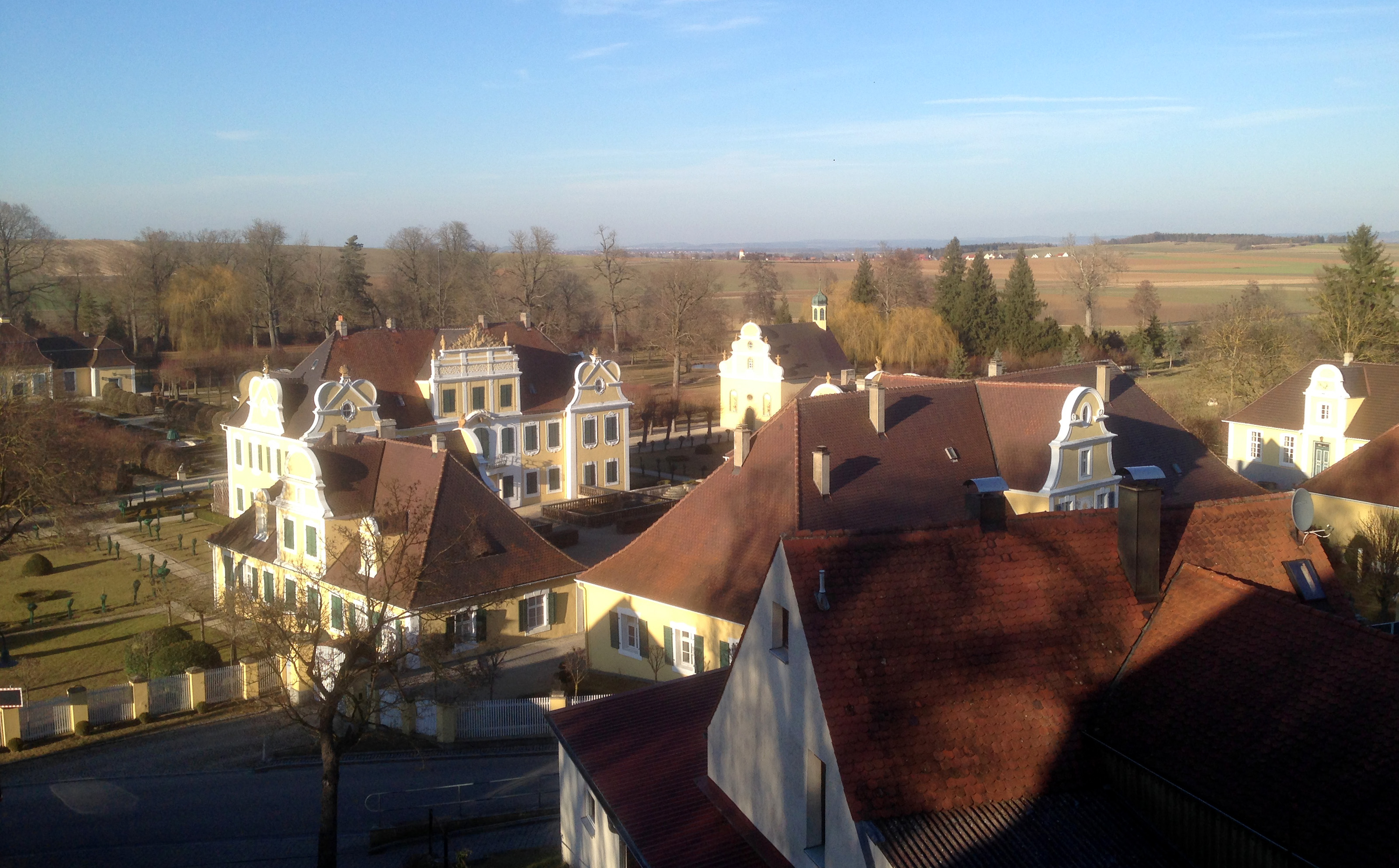
Blick von Süden aus

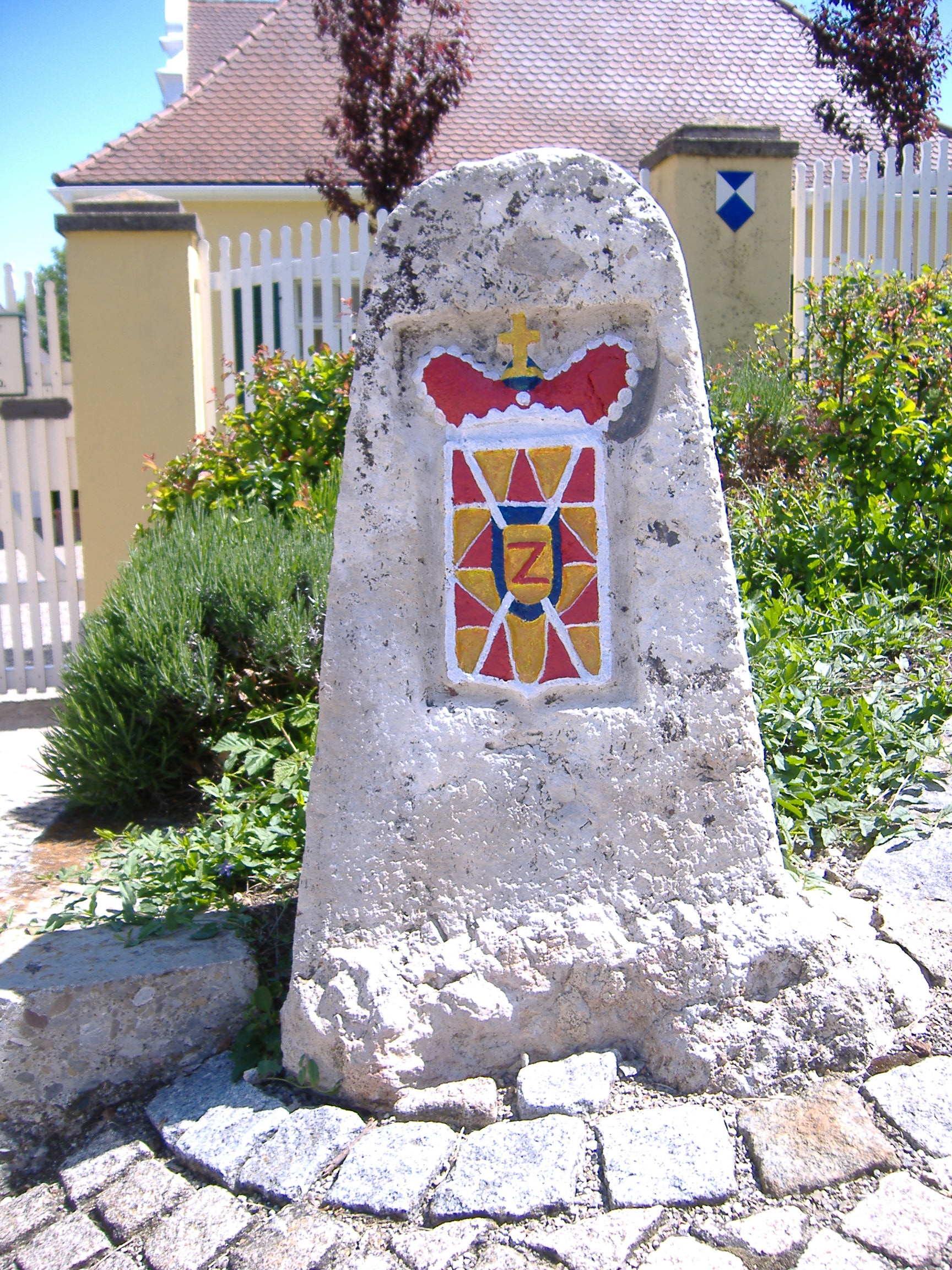
Grenzstein mit Wappen derer von Oettingen-Wallerstein vor Zufahrt zum Schloss

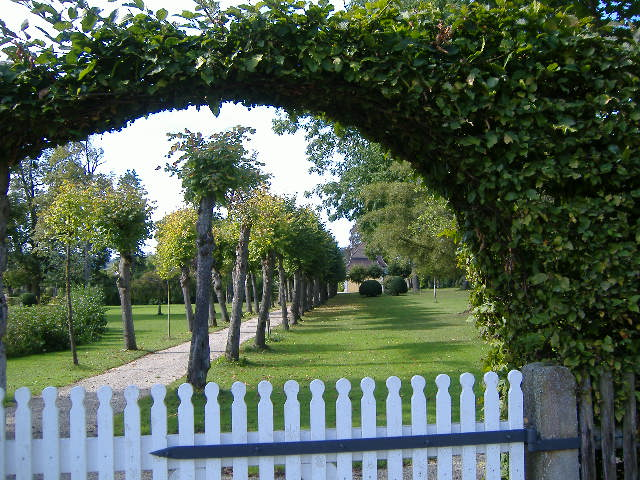
Blick in den im Barockstil angelegten Park

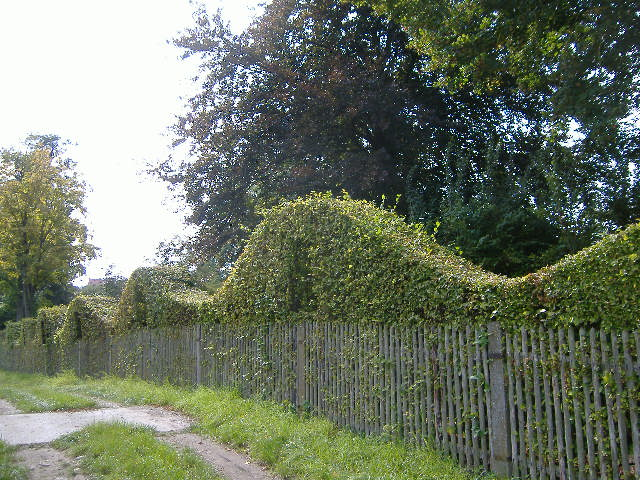
„grüne Schlossmauer“

Schloss Hohenaltheim liegt am nördlichen Ortseingang von Hohenaltheim im Landkreis Donau-Ries. Es ist Sitz des uradeligen Hauses Oettingen-Wallerstein.
Das gesamte Areal ist nicht der Öffentlichkeit zugänglich, doch von außen gut sichtbar insbesondere während der laubfreien Jahreszeiten.

## Geschichte
Wo das heutige Schloss steht, stand einst ein kleines Wasserschlösschen. Dieses wurde 1710 abgebrochen und musste einem barocken Neubau Platz machen, den 1710 Fürst Albrecht Ernst II. zu Oettingen-Oettingen errichten ließ. Die Bauarbeiten dauerten etwa zwanzig Jahre. Baudirektor war von 1700 bis 1712 der Ingenieur Wilhelm Heinrich Behringer, der wohl auch die meisten Pläne entworfen hat:
Wie bei seinen anderen Bauvorhaben wollte Fürst Albrecht Ernst II. auch in Hohenaltheim seine Träume möglichst rasch verwirklicht sehen, und das war – zumal das Geld eigentlich immer fehlte – nur möglich auf Kosten der Qualität des Baumaterials und damit auf Kosten der Dauerhaftigkeit. Natürlich war im Jahre 1711 noch längst nicht alles vollendet und so waren in den folgenden zwanzig Jahren bis zum Tod des Fürsten immer irgendwo die Handwerker damit beschäftigt zu ergänzen, zu ersetzen oder zu verändern. Viel ist auch im Lauf späterer Zeiten noch an Ausstattung der Räume des Schlosses verändert worden, kaum etwas dagegen an deren Einteilung (Volckmar 1995, S. 384).
Viele bedeutende Persönlichkeiten weilten in Hohenaltheim, unter anderem Wolfgang Amadeus Mozart, der sich im Oktober 1777 vergebens als neuer Kapellmeister bewarb. Weitere Gäste waren: König Friedrich Wilhelm I. von Preußen und sein Sohn Kronprinz Friedrich, Markgraf Karl Wilhelm Friedrich von Brandenburg-Ansbach, Herzog Ludwig Rudolf von Blankenburg etc.

## Baubeschreibung
Fast ein Drittel des Gesamtgebäudekomplexes beansprucht der Hauptbau. Das Obergeschoss wird vom Saal als dem repräsentativen Teil des Hauses eingenommen. Hinzu kommen noch die beiden Prinzenbauten, der Küchenbau, die Reithalle und Orangerie, eine Kapelle sowie der Gartensaal. Umgeben ist das gesamte Aral von einem barocken Schlosspark:
Die Beschreibung von 1741 nennt zwei Buchenalleen und drei mit fruchtbaren Spalierbäumen besetzte Alleen, von denen die mittlere zur Durchfahrt benutzt wurde...Als um 1800 auf angrenzenden Grund ein Landschaftsgarten angelegt wurde, schlug man ihm auch Teile des alten Gartens zu. Im Lauf des 19. Jahrhunderts aber hat man im Mittelstreifen wieder zur regelmäßigen Anlage zurückgefunden (Volckmer 1995, S. 400).
Der heutige Zustand von Schloss Hohenaltenheim entspricht im Wesentlichen noch den Forderungen, die die Bautheorie des 18. Jahrhunderts an eine königliche Residenz stellte – nur in verkleinertem Maßstab: 
Der Hauptbau, das Corps de Logis, steht mit niedrigeren Seitengebäuden um einen Ehrenhof, den Cour d'honneur, der dem Empfang der Gästen dient und daher so groß sein muß, daß eine Karosse darin vorfahren und bequem wenden kann. Das Hauptgebäude steht zwischen Ehrenhof und Garten und entsprechens der unterschiedlichen Funktionen dieser beiden Freiräume hat es zweierlei Fassaden. Der Hofseite wendet es seine repräsentativ, streng gegliederte Schauseite zu. Dagegen ist die Fassade zum privateren Gartenraum hin aufgelockert, führt weiter in die Stickmuster der Blumenparterres, der Parterres de Broderie (Volckmar 1995, S. 391).